# Бобашинский, Владимир Александрович
Владимир Александрович Бобаши́нский (4 апреля 1931, Великие Луки, Западная область — 28 августа 2011, Симферополь) — советский и украинский журналист, главный редактор газеты «Крымская правда», тридцать лет — с 1965-го по 1995-й год возглавлял газету, а затем ещё 11 лет был заместителем главного редактора. Заслуженный журналист Украинской ССР (1988). Заслуженный журналист Автономной Республики Крым (2001).

## Биография
Родился 4 апреля 1931 года в городе Великие Луки Псковской области. В 1947 году в возрасте 15 лет начал работать учеником автослесаря на Львовском мотороремонтном заводе, затем там же намотчиком электромоторов.
В 1954 году окончил Львовский государственный университет по специальности редактор политической и художественной литературы и был направлен на работу ответственным секретарём газеты «Горняк» в Донецкой области.
В 1957 году, переехав в Крым, работал ответственным секретарём газеты «Радянський Крим», а затем редактором газеты «Крымский комсомолец».
В 1963 году окончил Высшую партийную школу при ЦК КПСС.
В дальнейшем 33 года работал в газете «Крымская правда»: с 1963 года — заместитель редактора, с 1965-го по 1995 год — главный редактор, в 1995—2006 — заместитель редактора.
В 1967—1990 годах был депутатом областного Совета народных депутатов, в 1990—1994 годах — депутат Верховного Совета Крыма первого созыва.
В 1977—1991 годах — член правления Союза журналистов СССР.
Умер в 2011 году в Симферополе. Похороны состоялись 31 августа на кладбище «Абдал». 

## Награды
- орден Октябрьской Революции (1971)
- два ордена Трудового Красного Знамени (1973, 1977)
- Грамота Президиума Верховного Совета УССР (1981)
- Заслуженный журналист УССР (1988)
- Заслуженный журналист Автономной Республики Крым (2001)[3]
- Почётная грамота Совета министров Автономной Республики Крым (2001)[4]
- Почётная грамота Президиума Верховной Рады Автономной Республики Крым (2003)[5]
- Пожизненная государственная стипендия выдающимся деятелям информационной отрасли (2003)[6]
- Знак отличия Автономной Республики Крым «За верность долгу» (2011)[7]

## Интересные факты
- Памятник журналистам и полиграфистам Крыма, установленный в 1985 году в Симферополе, по воспоминанию его скульптора В. С. Гордеева, был установлен по инициативе Бобашинского[8].
- Среди сотрудников газеты и в среде журналистов был известен как «Боб»[9].
- Однажды, в советское время, в газете проскочил жуткий ляп: в слове «обком» начальную «о» перепутали с «е». Первый секретарь Крымского обкома Николай Кириченко затем долго припоминал В. А. Бобашинскому этот случай[9].
- Летом 1984 года газета разместила публикацию под называнием «На радость гусям» об уборке урожая зерновых, в которой раскритиковала совхоз «Родниковый» за то, что перевозимая пшеница рассыпается из грузовиков на радость пасущимся у дороги гусям. Но в последний момент выхода номера дежурный прямо под публикацией поставил срочное сообщение, поступившее по телетайпу «Прибытие Г. Гусака на отдых в Крым». По этому недоразумению В. А. Бобашинский был вызван к заведующему отделом административных органов обкома Виталию Герцеву[10].